# 278
278（二百七十八、二七八、にひゃくななじゅうはち）は、自然数または整数において、277の次で279の前の数である。

## 性質
- 合成数であり、約数は1, 2, 139, 278 である。
  - 約数の和は420。
- 88番目の半素数である。1つ前は274、次は287。
- 約数の和が278になる数は1個ある。(277) 約数の和1個で表せる57番目の数である。1つ前は266、次は282。
- 各位の和が17になる7番目の数である。1つ前は269、次は287。
- 278 = 12 + 92 + 142 = 22 + 72 + 152 = 32 + 102 + 132 = 62 + 112 + 112
  - 3つの平方数の和4通りで表せる19番目の数である。1つ前は270、次は285。(オンライン整数列大辞典の数列 A025324)
  - 278 = 12 + 92 + 142 = 22 + 72 + 152 = 32 + 102 + 132
    - 異なる3つの平方数の和3通りで表せる18番目の数である。1つ前は257、次は286。(オンライン整数列大辞典の数列 A025341)
- 278 = 13 + 33 + 53 + 53 = 23 + 33 + 33 + 63
  - 4つの正の数の立方数の和で表せる62番目の数である。1つ前は271、次は280。(オンライン整数列大辞典の数列 A003327)
- n = 278 のとき n と n + 1 を並べた数を作ると素数になる。n と n + 1 を並べた数が素数になる34番目の数である。1つ前は276、次は300。(オンライン整数列大辞典の数列 A030457)

## その他 278 に関連すること
- 年始から数えて278日目は10月5日。
- 西暦278年
- 原子力潜水艦のコムソモレツの旧名はK-278。